# Districtul Höchst
| Districtul Hoechst     | Districtul Hoechst |
| ---------------------- | ------------------ |
|                        |                    |
| Provincie              | Hessen-Nassau      |
| Regiune guvernamentală | Wiesbaden          |
| Capitala               | Höchst am Main     |
| Suprafața              | ca. 170 km²        |
| Populație              | 48.596 (1898)      |
| Densitate              | ca. 286 loc./km²   |
| Nr. înmatriculare      | IT                 |

Districtul Höchst a luat naștere la 1 aprilie 1886. A aparținut de provincia prusacă Hessen-Nassau din Germania. Districtul era situat la vest de orașul Frankfurt am Main și la est de districtul Wiesbaden. În anul 1980 a fost  integrat în districtul Main-Taunus.